# SUPER BEST (THE BLUE HEARTSのアルバム)
『SUPER BEST』（スーパー・ベスト）は、日本のロックバンド、THE BLUE HEARTSのメルダック在籍時のベストアルバム。

## 概要
1987年7月4日の日比谷野外音楽堂などで演奏された「ブルーハーツより愛をこめて」と1985年12月24日のクリスマスライブなどで演奏され、それ以降全く演奏されなかった楽曲、「1985」が収録されている。また、かつてはビデオでしか視聴できなかった「ブルーハーツより愛を込めて」が収録されている。 しかし新規録音ではなく、同ビデオ音源をそのまま収録している。1985年の「世界一のクリスマス」で初披露されたが、当初は「たった一つの 小さな夢」以降の歌詞は無かった。メジャーデビュー後もしばらくライブやイベントで演奏された。

## 収録曲
| 全編曲: THE BLUE HEARTS。 |                                                                                    |            |       |
| #                         | タイトル                                                                           | 作詞・作曲 | 時間  |
| 1.                        | 「リンダ リンダ」                                                                  | 甲本ヒロト | 3:13  |
| 2.                        | 「人にやさしく」                                                                   | 甲本ヒロト | 3:16  |
| 3.                        | 「シャララ」(『ブルーハーツのテーマ』カップリング曲)                               | 甲本ヒロト | 4:03  |
| 4.                        | 「ロクデナシ」(『YOUNG AND PRETTY』収録曲)                                         | 真島昌利   | 3:18  |
| 5.                        | 「ラブレター」                                                                     | 甲本ヒロト | 3:28  |
| 6.                        | 「平成のブルース」(『青空』カップリング曲)                                         | 真島昌利   | 9:57  |
| 7.                        | 「キスしてほしい」                                                                 | 甲本ヒロト | 3:15  |
| 8.                        | 「ハンマー」                                                                       | 真島昌利   | 2:04  |
| 9.                        | 「チェインギャング」(『キスしてほしい』カップリング曲)                             | 真島昌利   | 5:58  |
| 10.                       | 「TRAIN-TRAIN」                                                                    | 真島昌利   | 3:48  |
| 11.                       | 「ラインを越えて」(『YOUNG AND PRETTY』収録曲)                                     | 真島昌利   | 6:39  |
| 12.                       | 「僕はここに立っているよ」(『リンダリンダ』カップリング曲)                         | 真島昌利   | 3:39  |
| 13.                       | 「英雄にあこがれて」(『YOUNG AND PRETTY』収録曲)                                   | 甲本ヒロト | 3:49  |
| 14.                       | 「青空」                                                                           | 真島昌利   | 4:47  |
| 15.                       | 「終わらない歌」(『THE BLUE HEARTS』収録曲)                                        | 真島昌利   | 3:04  |
| 16.                       | 「ブルーハーツより愛をこめて」(初音源化・1987年7月4日の『日比谷野外音楽堂ライブ』) | 甲本ヒロト | 2:10  |
| 17.                       | 「1985」(メジャーデビュー後初音源化)                                               | 甲本ヒロト | 3:24  |
| 合計時間:                 | 合計時間:                                                                          | 合計時間:  | 69:52 |

### 楽曲解説
1. リンダリンダ
2. 人にやさしく
3. シャララ
4. ロクデナシ
5. ラブレター
6. 平成のブルース
7. キスしてほしい
8. ハンマー
9. チェインギャング
10. TRAIN-TRAIN
シングル版と同様にアルバム「TRAIN-TRAIN」冒頭に挿入されていたハーモニカとドラムの演出がカットされている
11. ラインを越えて
12. 僕はここに立っているよ
13. 英雄にあこがれて
14. 青空
15. 終わらない歌
16. ブルーハーツより愛をこめて
17. 1985
甲本は1985年11月30日に新宿ロフトで行われたライブで「1985年には大きな事件がたくさんあって、一つ、飛行機が落ちたな（日本航空123便墜落事故）地震があったな（メキシコ地震）、それからハレー彗星が来る、1985という曲ができた（笑）」と曲紹介をしていた。前述のクリスマスライブの来場者全員に、「1985」が入った初の自主作成ソノシートが配布され、そのソノシートにはプレミアムがついている。ブルーハーツデビュー当初のキャッチコピーで、1stアルバムの帯にも書かれている「僕たちを縛り付けて、一人ぼっちにさせようとした全ての大人に感謝します」はこの曲の歌詞。クリスマスライブでのアンコールの掛け声は「アンコール」ではなく「1985」と客が叫んでいる。この曲を1985年で封印することはメンバーは以前から決めていたという。なお1986年に加入した梶原は演奏したことがなく「ぜひ演奏したかった」と残念そうに語っている。しかし、1986年12月28日ATOMIC CAFE FESTIVAL FINAL'86のオープニングではソノシート音源をフルで流し、甲本が一部（「放射能に!」や「一人ぼっち～ブルーハーツ」）歌ったり、真島が一部（「1985　今この空は～そして」）ギターを合わせたり、梶原がたった2秒程ドラムを合わせる場面もあり、甲本はオープニング後に「懐かしいな」と語っていた。

## 参加ミュージシャン
- 甲本ヒロト - ボーカル
- 真島昌利 - ギター
- 河口純之助 - ベース
- 梶原徹也 - ドラム